# Gan Ying
Gan Ying (甘英S, Gān YīngP, Wade-Giles: Kan Ying; fl. I secolo) è stato un ambasciatore, esploratore e militare cinese, inviato in una missione verso Roma nel 97 dal generale Ban Chao durante la Dinastia Han.
Fece parte del corpo di spedizione di 70.000 uomini comandato dallo stesso Ban Chao che arrivò fino ai confini occidentali della Partia.
Sebbene probabilmente Gan Ying non raggiunse mai Roma, resta comunque il primo cinese che si spinse tanto oltre verso occidente durante l'antichità.
Secondo l'Hou Hanshu – un testo storico ufficiale che ricopre la storia cinese dell'ultima dinastia Han (25-220):
(Hou Hanshu, citato in Leslie and Gardiner.)
Sempre nell'Hou Hanshu si sostiene anche che:
(Hou Hanshu, 88.)
Gan Ying riportò notizie dell'Impero romano che deve aver ricavato da altre fonti. Egli situava Roma ad ovest del mare:
(Hou Hanshu, citato in Leslie e Gardiner.)
Gan Ying descrisse anche la monarchia ereditaria di Nerva e l'aspetto fisico e i prodotti commerciali dei Romani:
(Hou Hanshu, citato in Leslie e Gardiner.)
Infine Gan Ying conferisce a Roma un ruolo di fondamentale importanza nell'estremo confine occidentale della via della seta:
(Hou Hanshu, citato in Leslie e Gardiner.)